# Арбетнот, Джон
Доктор Джон А́рбетнот (англ. John Arbuthnot; крещён 29 апреля 1667 — 27 февраля 1735) — шотландский врач, сатирик и эрудит эпохи Просвещения.
Изучив медицину в Абердине, Арбетнот поселился в Лондоне, где обратил на себя внимание своими сочинениями по математике и остроумием. Проанализировав данные статистики, Арбетнот обратил внимание на то, что рождается больше мальчиков, чем девочек, и объяснил это несоответствие мудростью Провидения (ибо мужчины чаще гибнут молодыми). В 1704 году стал членом Королевского общества и в 1709 году — лейб-медиком королевы Анны.
Будучи ревностным якобитом, он присоединился к Болингброку и Свифту в оппозиции либеральному правительству Георга Ганноверского. Местом встреч этих т. н. скриблерианцев была назначена комната Арбетнота в Сент-Джеймсском дворце. Поуп адресовал Арбетноту знаменитое послание в стихах, разошедшееся на цитаты (и известное русскому читателю по переложению И. И. Дмитриева). Изданные Поупом в 1741 году «Мемуары Мартина Писаки» принадлежат, главным образом, перу Арбетнота; эта резкая сатира вдохновляла Стерна при создании «Тристрама Шенди».
Наиболее долговечным сочинением Арбетнота оказалась «История Джона Булля» (1712) — остроумная аллегория, имевшая целью осмеять герцога Мальборо и вигов и охладить стремление англичан к войне с Францией. Созданный им образ Джона Булля надолго стал иронической персонификацией Великобритании. После смерти королевы Анны лишился придворного звания, не переставая, впрочем, считаться одним из самых видных лондонских врачей.